# Patiriella paradoxa
Patiriella paradoxa är en sjöstjärneart som beskrevs av Campbell och Ross Robert Mackerras Rowe 1997. Patiriella paradoxa ingår i släktet Patiriella och familjen Asterinidae. Inga underarter finns listade i Catalogue of Life.